# Řehoř IX.

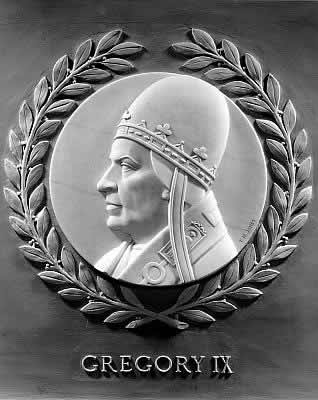
Reliéf papeže Řehoře IX. ve Sněmovně reprezentantů USA.

Řehoř IX. (původním jménem Hugo ze Segni, italsky Ugolino Conti, též latinsky jako Hugolinus) byl v pořadí 178. papež zvolený v roce 1227. Podporoval řeholní řády (cisterciáci, dominikáni, františkáni) a od jeho dob se stalo pravidlem, že biskupové musí pravidelně navštěvovat papeže a informovat ho o své diecézi. Projevoval činnost v oblasti práva. Z jeho iniciativy vzniklé dílo Liber Extra se stalo základem korpusu kanonického práva.

## Příbuzní
Narodil se jako Hugo ze Segni ze starého rodu Contiů, spřízněného s se starořímským rodem Tusculanů, kteří drželi moc v 10. a 11. století a z jehož řad vzešlo osm papežů a později z rodu Contiů další čtyři. 
- strýc Inocenc III.[3] (kreoval ho na kardinála-jáhna)[1] [4]
- synovec Alexandr IV.[5] [6]

## Předchozí kariéra
Narodil se v Anagni kolem roku 1145. Pocházel z rodu Conti di Segni. Působil jako vyslanec Inocence III. v Německu, kde navázal přátelské styky s Fridrichem II. Štaufským. Během pontifikátu Honoria III. působil jako papežský vyslanec v severní Itálii, kde se přes svůj pokročilý věk zasloužil o různá příměří mezi znepřátelenými skupinami. Lobboval také ve prospěch františkánského řádu, který byl roku 1223 schválen papežem Honoriem III.

## Za pontifikátu
Konkláve jej zvolilo papežem 19. března 1227 a vysvěcen byl o dva dny později. Okamžitě začal císaři Fridrichovi II. připomínat neodkladnou lhůtu pro odjezd křížové výpravy. Při seskupování vojska však nastaly závažné technické problémy, navíc vypukla epidemie, kterou se nakazil sám císař. Přesto vyplul, ale v Otrantu musel zastavit. Ke konečnému uzdravení odjel do lázní v Pozzuoli. Řehoř vyslanému poselstvu neuvěřil, že je císař nemocný, a 29. září ho exkomunikoval. Vydal také encykliku, ve které ho označil za křivopřísežníka, rozmařilce a tyrana. Spory se postupně prohlubovaly, dokonce došlo k malé vzpouře, kdy Frangipanové, spojenci císaře, veřejně vystoupili proti Řehořovi ve svatopetrském chrámu. Pronášeli na papežovu adresu různé urážky a nakonec jej vyhnali z kostela ven.
Fridrich II. Štaufský ale nakonec k Jeruzalému vyrazil a dohodl se sultánem odstoupení Jeruzaléma, Betléma a Nazaretu na deset let. Nechal se korunovat jeruzalémským králem a již v roce 1229 byl zpět v Itálii. 23. července 1230 uzavřeli Řehoř a Fridrich smír. O zprostředkování tohoto míru se ve velké míře zasloužil Heřman ze Salzy, velmistr Řádu německých rytířů a významný diplomat. 28. srpna byla Fridrichova klatba zrušena.
Císař ale smír porušil, když útočil na lombardská města. Také vydal nový zákoník pro Sicilské království, který upevňoval královskou vládu na úkor církevního majetku. Proto byl Řehořem podruhé exkomunikován a v roce 1239 na něj uvalil klatbu. To vyvolalo mezi papežem a císařem de facto válku. Obě strany se vzájemně napadaly. Císař byl označen jako „bestie z Apokalypsy“, papež jako „velký drak“. Papež byl již značně starý, přesto neustoupil. Když 22. srpna 1241 Řehoř IX. zemřel, udělal Fridrich II. veliké gesto a přestal obléhat Řím. 

## Řehoř IX. a inkvizice

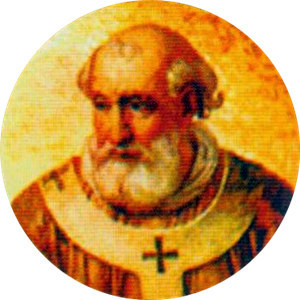
Portrét papeže Řehoře IX. v bazilice sv. Pavla za hradbami

V roce 1232 ustavil Řehoř IX. inkviziční soudy. Jeho papežská bula z 20. dubna téhož roku je svěřila dominikánům. Dominikánu Raimondu de Penafort svěřil Řehoř úkol, aby shromáždil všechny papežské dekretálie. Tato sbírka, nazvaná Liber extra, později posloužila jako základ pro Corpus iuris canonici Pia X. a Benedikta XV.

## Řehořova svatořečení
Řehoř IX. svatořečil Františka z Assisi (1228), Antonína z Padovy (1232), Dominika Guzmána (1234) a uherskou princeznu Alžbětu Durynskou (1235). Také vydal dispozici, díky níž bylo svatořečení výhradním právem Svatého stolce.
Založil řád Milice Ježíše Krista.